# Arsène Heitz
Arsène Heitz (1908-1989) was een Duits-Franse kunstenaar die voor de Raad van Europa werkte. Hij ontwierp samen met Paul Michel Lévy de Europese vlag. Hij was een bijzonder fervent katholiek. De 12 sterren in de Europese vlag zijn volgens hem een referentie naar Maria. In de mariale verering wordt verwezen naar de Openbaring van Johannes, waarin een vrouw verschijnt die rond het hoofd een kroon van twaalf sterren draagt.